# Katedrala Naše Gospe od Guadalupe (Canelones)
Katedrala naše Gospe od Guadalupe  (špa. Catedral de Nuestra Señora de Guadalupe) je stolna crkva Biskupije Caneloes Katoličke Crkve u Urugvaju.
Prvotna manja crkva izgrađena je 1775. godine, unutar malog naselja. Katolički svećenik i teolog Juan Francisco Larrobla blagoslovio je u toj crkvi prvu Urugvajsku zastavu.
Današnja crkva nije se nanovo gradila već se proširila i uredila 1843. godine. Nakon toga se još nekoliko puta proširivala.
Od 1900. godine crkva ima i svoje orgulje i prostrani kor s uređenim mjestima za pjevački zbor. Posvećena je našoj Gospi od Guadalupe.
1945. kardinal Antonio María Barbieri posvetio je crkvu kao nacionalno svetište Gospe od Guadalupe.

#### Knjižna građa
- Villegas Mañé, Juan José, Historia de la parroquia Nuestra Señora de Guadalupe de Canelones, 1775-1977, en La Iglesia en el Uruguay, povijesna studija, Cuadernos del ITU, br. 4, Teološki zavod Urugvaja, Montevideo, 1978. (šp.)

## Vanjske poveznice
- Biskupija Canelones - službene stranice  Arhivirana inačica izvorne stranice od 9. kolovoza 2016. (Wayback Machine) (šp.)

|  | Zajednički poslužitelj ima još gradiva o temi Katedrala naše Gospe od Guadalupe (Canelones) |